# 土耳其足球總會
土耳其足球總會（土耳其語：Türkiye Futbol Federasyonu，簡稱TFF）是土耳其的足球主管團體，總部設於伊斯坦堡，負責組織各級聯賽（最高級別是土耳其足球超级联赛）及土耳其國家隊。
土耳其足球總會成立於1923年4月23日，同年加入國際足協，而於1962年參加歐洲足協。

## 外部連結
- （土耳其文） 官方网站
- （土耳其文） （英文） Official Site EURO 2016 Bid Turkey （页面存档备份，存于）
- Turkey （页面存档备份，存于） at FIFA site
- Turkey （页面存档备份，存于） at UEFA site